# Smederevska Palanka
Smederevska Palanka (cyr. Смедеревска Паланка) – miasto w Serbii, w okręgu podunajskim, siedziba gminy Smederevska Palanka. W 2011 roku liczyło 23 601 mieszkańców. W mieście rozwinął się przemysł środków transportu.

## Miasta partnerskie
- Škofja Loka, Słowenia